# Sherlock Holmes e il mastino di Baskerville
Sherlock Holmes e il mastino di Baskerville, noto anche come Il mastino dei Baskerville (titolo orig. The Hound of the Baskervilles), è un film del 1939 di Sidney Lanfield, tratto dal romanzo Il mastino dei Baskerville di Arthur Conan Doyle.
È il primo film di una serie di successo interpretata da Basil Rathbone (Sherlock Holmes) in coppia con Nigel Bruce (dottor Watson) che consta di quattordici pellicole girate tra il 1939 e il 1946, e anche il primo ambientato nell'epoca vittoriana delle storie originali, mentre tutti i precedenti adattamenti cinematografici erano stati aggiornati a un'ambientazione contemporanea a quella dell'uscita del film.

## Trama
Nel 1889, Sherlock Holmes e il Dr. Watson ricevono la visita del Dottor James Mortimer, che desidera consultare l'investigatore privato prima dell'arrivo a Londra del giovane Sir Henry Baskerville, ultimo erede del titolo e della dimora di famiglia nella regione nel Devonshire. Come amico di famiglia, il Dr. Mortimer vuole proteggere il giovane, nipote del defunto Sir Charles Baskerville, morto da poco tempo di attacco di cuore in circostanze non pienamente chiarite. Il Dr. Mortimer racconta a Holmes la maledizione che graverebbe sui membri della famiglia: quella di un cane demoniaco che avrebbe ucciso per primo Sir Hugo Baskerville, il capostipite della stirpe, due secoli prima e in seguito avrebbe cagionato la morte altri componenti dei Baskerville. Sebbene Holmes rigetti in partenza tutta la leggenda, accetta di incontrare Sir Henry, il quale appena sbarcato riceve una lettera minacciosa che lo ammonisce a non presentarsi nella tenuta di campagna. In strada a Londra, Holmes assiste al tentativo di assassinare l'uomo, pertanto chiede a Watson di accompagnare il giovane a Baskerville Hall e proteggerlo dalla minaccia di morte che incombe su di lui. Holmes non li segue, adducendo come giustificazione di esser troppo occupato. La prima notte nella casa di campagna, Sir Henry e Watson si accorgono che Barryman, il maggiordomo, sta segnalando da una finestra del piano superiore con una candela a qualcuno nella brughiera. Si dirigono prontamente al luogo dove hanno avvistato i segnali, ma non riescono ad acciuffare l'individuo lì nascosto, che si dilegua per la campagna col favore del buio. Un lungo ululato, simile a quello di un segugio, li spaventa. Passeggiando il giorno successivo, Watson incontra il vicino Jack Stapleton, un naturalista locale, ai suoi occhi subito sospetto, e la sorellastra di costui, Beryl Stapleton, dalla quale il giovane Baskerville è subito attratto.
Una sera, Watson e Sir Henry sono ospiti a cena e partecipano alla seduta spiritica tenuta dalla signora Mortimer, la moglie del dottore, che è una medium. Invocando lo spirito del defunto zio, ella chiede: «Che cosa é successo quella notte nella brughiera, Sir Charles?». Ma vengono interrotti da ululati simili a quelli di un lupo. 
Il giorno dopo, Watson è importunato da un venditore ambulante, cencioso e zoppicante su entrambe le gambe, ricevendo poi da questo un messaggio che lo invita a vederlo in un luogo isolato, fuori nella brughiera. Il vecchio accattone si rivela essere Holmes, che grazie al travestimento logoro ha potuto compiere inosservato le proprie indagini. Nelle vicinanze, il mastino uccide un uomo. Holmes e Watson temono si tratti del Baskerville, ma si scopre in realtà essere il fratello della governante, un criminale assassino, evaso dalla prigione di Dartmoor, al quale la sorella aveva dato degli abiti appartenenti a Sir Henry. 
Apparentemente risolto il caso, Holmes vuole partire immediatamente, e annuncia di voler prender il treno di ritorno a Londra. Ma qui spiega a Watson di voler invece tendere una trappola al vero colpevole, che lui sa chi è, pur se mettendo in pericolo la vita del giovane. Il quale, nel frattempo, ha chiesto in sposa Miss Stapleton e sta festeggiando l'annuncio con altri astanti. Infatti, il piano di Holmes è di lasciar agire il reo, facendogli credere di essere inosservato.
Stapleton teneva segregato, in un loculo dentro al cimitero di campagna, un cane enorme, mezzo affamato e feroce, addestrato ad attaccare i singoli membri dei Baskerville dopo una prolungata esposizione al loro odore, attraverso indumenti o scarpe a loro appartenenti. Quando il segugio viene finalmente sguinzagliato per uccidere Sir Henry Baskerville, Holmes e Watson arrivano appena in tempo per salvarlo dall'essere sbranato, uccidendo il segugio. Stapleton intrappola poi Holmes nel pertugio sotterraneo del segugio e, arrivato a Baskerville Hall, manda lontano Watson sostenendo falsamente che Holmes lo stia aspettando. Holmes riesce col coltellino a spaccare le tavole in legno dell'imposta di chiusura che lo imprigionavano nella botola e, giunto nella sala del camino, distrugge il veleno che Stapleton aveva appena dato da bere a Sir Henry come medicinale per le sue ferite. Holmes ipotizza che Stapleton sia un Baskerville, che spera di rivendicare lui stesso la vasta fortuna familiare dopo aver soppresso tutti i rimanenti membri della linea di sangue. Stapleton estrae una pistola e fugge. Holmes dice minacciosamente a Watson: «Non andrà molto lontano. Ho inviato agenti lungo le strade e l'unico altro modo è attraversare il Grimpen Mire» (una palude mortalmente pericolosa con le sabbie mobili). Holmes viene elogiato per il suo lavoro sul caso e si congeda.

## Produzione
I primi due film della serie dedicata alle storie di Sherlock Holmes con protagonista Basil Rathbone furono prodotti dalla Twentieth Century Fox Film Corporation. Il film venne girato dal 29 dicembre 1938 all'8 marzo 1939.

## Distribuzione
Distribuito dalla Twentieth Century Fox Film Corporation, il film fu presentato in prima a New York il 24 marzo 1939, uscendo poi nelle sale il 31 marzo. Nel 1975, ne fu curata una riedizione distribuita su canali tv dalla Columbia Broadcasting System (CBS).

## Edizioni Home video
Il film è stato edito in DVD dalla Hobby & Work ed in cofanetto denominato Box 1 con i film Sherlock Holmes e l'arma segreta e Sherlock Holmes e la donna ragno dalla Exa Cinema. I DVD hanno una qualità molto scadente e sono completamente privi della lingua originale.
Nel 2011 la Sinister Film ha pubblicato il box set Classic Film Collection Sherlock Holmes con tutti i film restaurati in formato DVD che contengono sia la lingua italiana che quella originale.
Nel 2014 la Koch Media Home ha pubblicato il cofanetto Sherlock Holmes Edition costituito da 7 dischi con tutti i film della serie di Sherlock Holmes interpretati da Basil Rathbone restaurati in formato Blu ray e vari contenuti speciali.

### Date di uscita
IMDb
- USA	24 marzo 1939	 (New York City, New York)
- USA	31 marzo 1939
- Paesi Bassi	23 giugno 1939
- Ungheria	24 agosto 1939
- Finlandia	24 settembre 1939
- Danimarca	2 ottobre 1939
- USA	1975	 (riedizione)
- Germania Ovest	27 aprile 1987	 (prima TV)
- USA 2004 DVD
- UK 2005 DVD
- USA 2006 DVD

Alias
- Baskervilles hund	 Danimarca / Svezia
- A Baskervillei kutya	  Ungheria
- Baskervillen koira	 Finlandia
- De hond van de Baskervilles 	Paesi Bassi (titolo alternativo)
- Der Hund von Baskerville	Germania
- El perro de los Baskerville 	Spagna
- El sabueso de los Baskerville 	Venezuela
- Hunden fra Baskerville 	Norvegia (imdb display title)
- Le Chien des Baskerville	Francia
- O Cão dos Baskervilles 	Brasile
- Sherlock Holmes - O Cão dos Baskervilles	Brasile
- To stoiheio ton Baskerville 	Grecia